# Фыртуни
Фыртуни (болг. Фъртуни) — село без постоянного населения в Болгарии. Находится в Габровской области, входит в общину Трявна.

## Политическая ситуация
Фыртуни подчиняется непосредственно общине и не имеет своего кмета.
Кмет (мэр) общины Трявна — Драгомир Иванов Николов (независимый) по результатам выборов в правление общины.